# The Quest (film 1915 Selig)
The Quest è un cortometraggio muto del 1915. Non si conoscono altri dati certi del film in una bobina che fu sceneggiato da Emma Bell Clifton con il nome Emma Bell.

## Produzione
Il film fu prodotto dalla Selig Polyscope Company.

## Distribuzione
Distribuito dalla General Film Company, il film - un cortometraggio in una bobina - uscì nelle sale cinematografiche statunitensi il 31 luglio 1915.